# Jennifer Love Hewitt
Jennifer Love Hewitt (sinh ngày 21 tháng 2 năm 1979) là một diễn viên và ca sĩ Mỹ. Cô đã xuất hiện trong chương trình truyền hình nhiều tập của Fox Broadcasting Company là Party of Five và đóng phim I Know What You Did Last Summer. Hewitt cũng thủ vai trong chương trình truyền hình của CBS là Ghost Whisperer. Bài đơn ca "How Do I Deal" của cô đã từng được xếp hạng 26 tại Mỹ.

## Tiểu sử
Hewitt sinh ra tại Waco, Texas, là con gái của Patricia Mae (née Shipp), một nhà nghiên cứu bệnh học, và Herbert Daniel Hewitt, một nhà chuyên môn y khoa. Cô lớn lên tại Nolanville, Texas.